# 武暖石板橋
24°46′56″N 121°45′44″E / 24.782112°N 121.762352°E
武暖石板橋，為位於臺灣宜蘭縣礁溪鄉光武村的石橋，為宜蘭縣文化資產。

## 歷史
武暖石板橋為長條石板舖成，相傳是石材來自壓艙石，長4公尺、寬2.6公尺:76，建造時利用河道將石材自河口運至此地:76。二座石墩支撐三段共十條石板:76，以榫卯相互銜接方式建造而成。此橋跨越宜蘭河支流武暖港仔，是昔年宜蘭通往礁溪古道的主要橋梁，當時該地貨物都需靠人挑過此橋運銷。可自武暖港仔由水路經得子口溪來往頭城鎮烏石港、礁溪鄉:151。橋畔還有一座光緒十七年（1891年）所立、名為「重修石橋捐款銀員碑」的石碑，捐款人中以吳姓最多:76。因質地堅硬，常被附近耕作農民作為磨刀石，久而久之，碑上緣與右側都有彎月狀凹痕。
橋址位在今光武村武暖路，北邊則有武暖石橋頭福德廟。1999年此橋列為縣定古蹟。宜蘭縣政府編列新台幣356萬元，委由久鎮營造公司依傳統工法重修此橋、古道和河岸，於2002年9月19日舉行修復啟用典禮。在村民、社區的志工維護下，也積極營造武暖大排成綠美化的水畔景點。武暖石橋頭福德廟管理委員會出資購買橋頭兩側土地，供作景觀設施，同時擔負往後石板橋管理維護工作。信眾共集資新臺幣700餘萬購買鄰近農地，無償提供給縣政府建設，作為景觀公園使用。
橋重修後，縣府也在一旁規劃古蹟公園，重新打造二座渡船碼頭、候船亭。立法委員陳歐珀則向內政部營建署爭取168萬元補助周遭環境，於2014年初完成第一期工程。

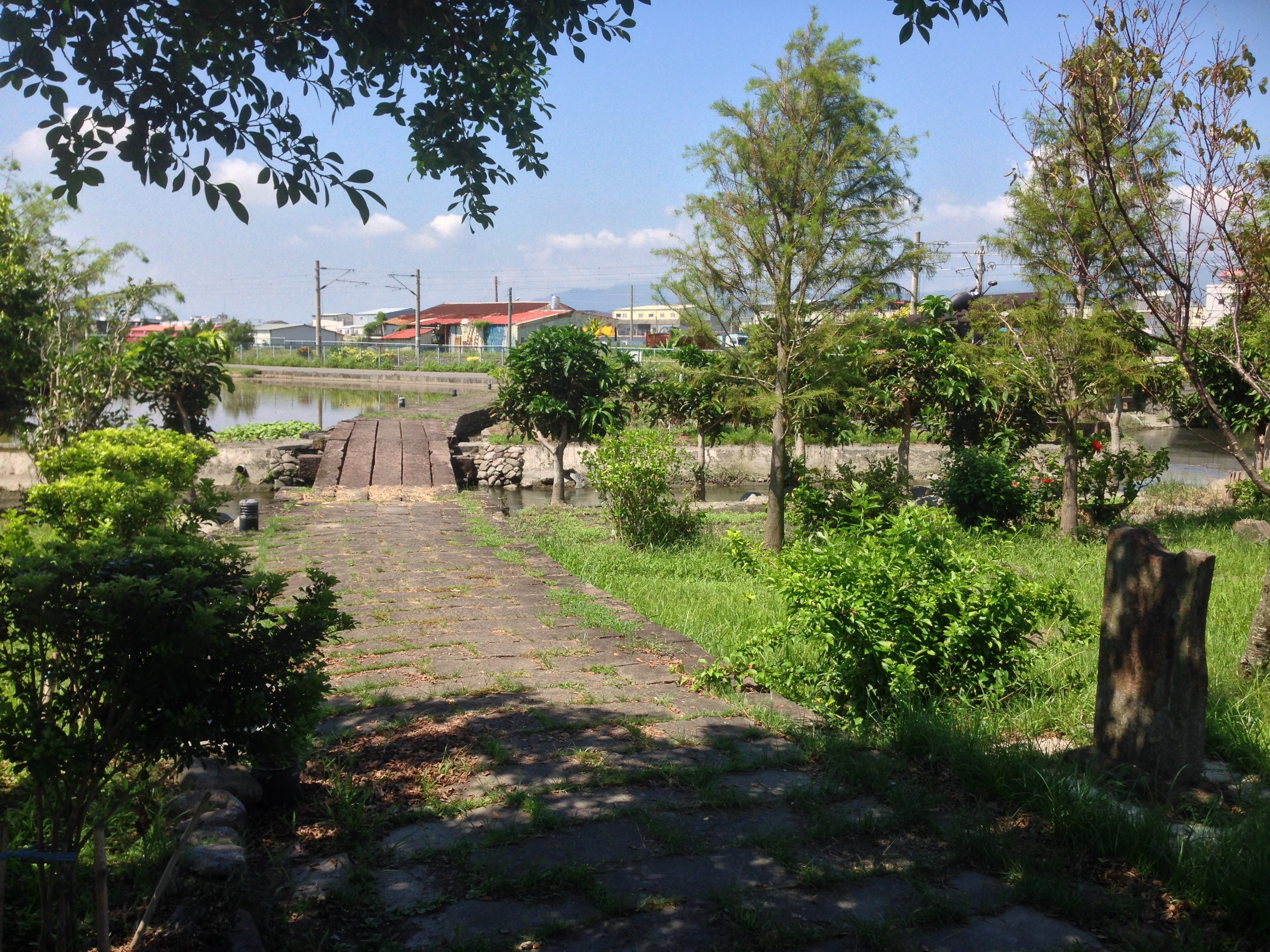
武暖石板橋與重修石橋捐題銀員碑
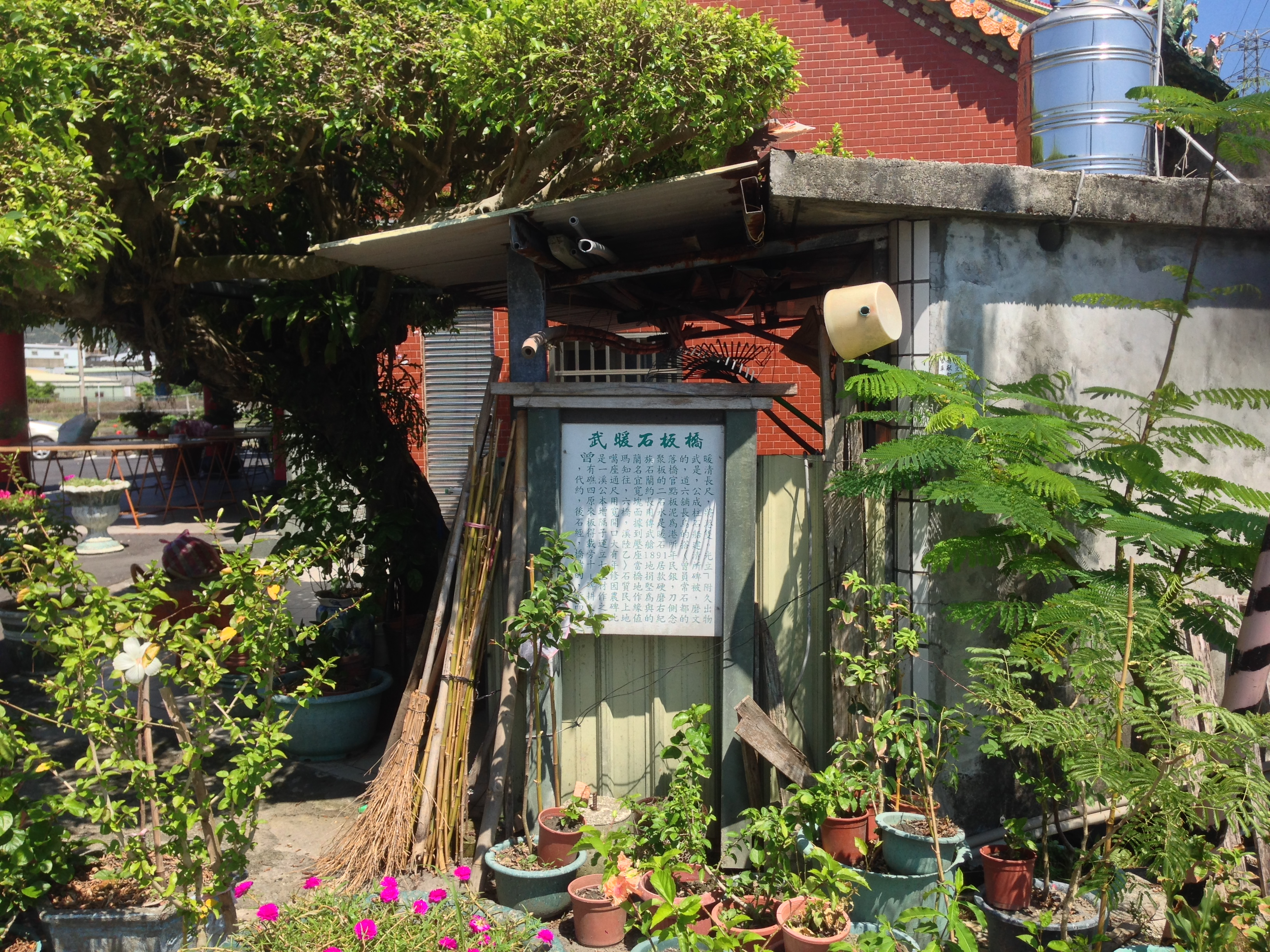
廟的武暖石板橋介紹。
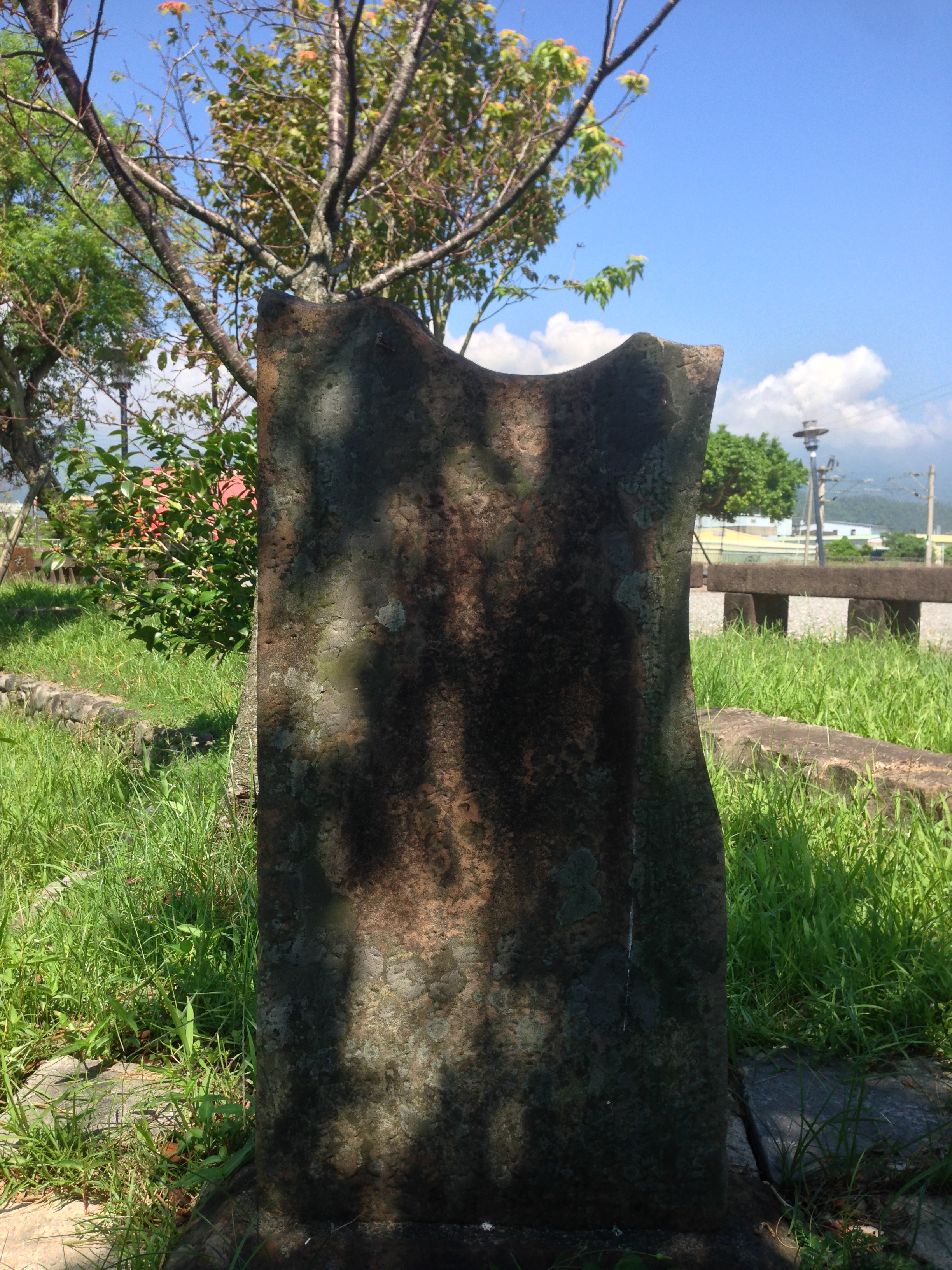
重修石橋捐題銀員碑
重修石橋捐題銀員碑拓本

## 附註
1. ↑  多數資料稱武暖石板橋與大埔永安石板橋，皆以往來中國大陸與臺灣船隻所運的壓艙石舖成。但兩座橋所使用的石材為變質砂岩（在宜蘭縣境內有廣泛分布），而非常見的壓艙石材質花崗岩與玄武岩。[1]:150、151